# Opuntia nicholii
Opuntia nicholii är en kaktusväxtart som beskrevs av L.D.Benson. Opuntia nicholii ingår i släktet fikonkaktusar, och familjen kaktusväxter. Inga underarter finns listade i Catalogue of Life.